# Vejby kyrka
Vejby Kyrka är en medeltida kyrka i småstaden Vejby på nordöstra Själland. Den byggdes omkring 1100 i anglosaxisk-normandisk stil av en lokal storman.

## Kyrkobyggnaden
Kyrkan är byggd av Helsingborgssandsten och dess äldsta del är försedd med yttre och inre gesimser. 
Det ursprungliga kyrktornet, som nu är skeppets västra valv, har tidigare haft en läktare (pulpitur) stödd av en pelare och två valv. Pelarens fundament frilades vid en restaurering på 1960-talet. Den övre delen av tornet revs troligen omkring år 1300 och ett tak lades över. Spår av tornet syns fortfarande inuti kyrkan.
Kyrkans huvudskepp förlängdes mot öst omkring år 1500 och arbetet  finansierades troligen av offergåvor från sjuka på pilgrimsfärd till Helenekilde och Helenes grav i närheten. Spår av det ursprungliga koret och fundamenten till två sidoaltare hittades i samband med renoveringen. Kyrkan har två vapenhus från mitten av 1700-talet.
Det nuvarande kyrktornet er troligen tillbyggt under medeltiden. Det har en yttermur av tegel och ett, senare tillfogat, trapphus på södra sidan.

## Interiör

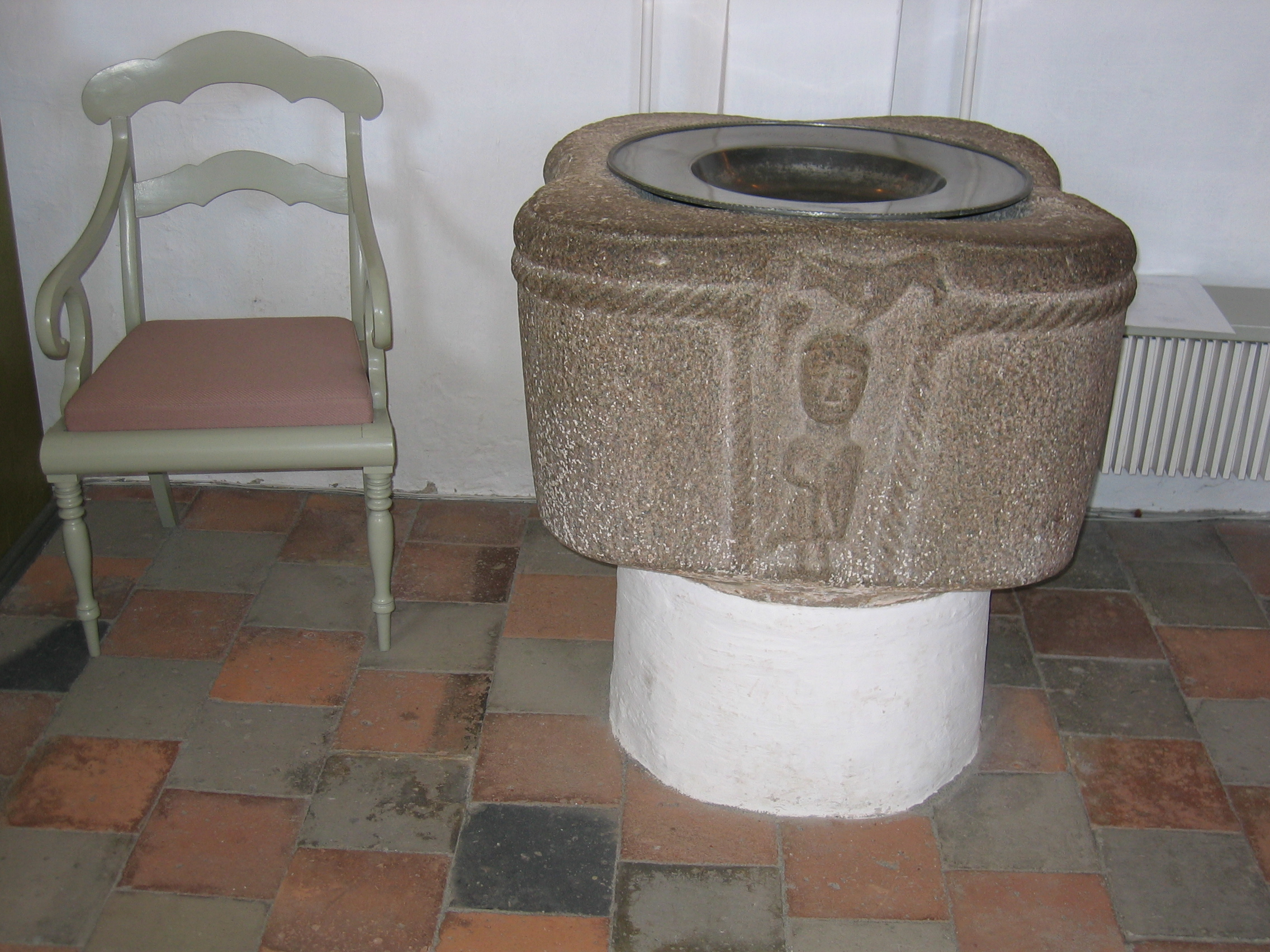
Dopfunten

Dopfunten av granit är i romansk stil och formad som ett fyrklöver med enkla reliefer. Sockeln är troligen från år 1865. Dopfatet av tenn från år 1829 är försett med kungens (Frederik VI) monogram i botten och texten "Weibye 1829" på kanten. Dopkannan, också den av tenn, har samma inskriptioner.

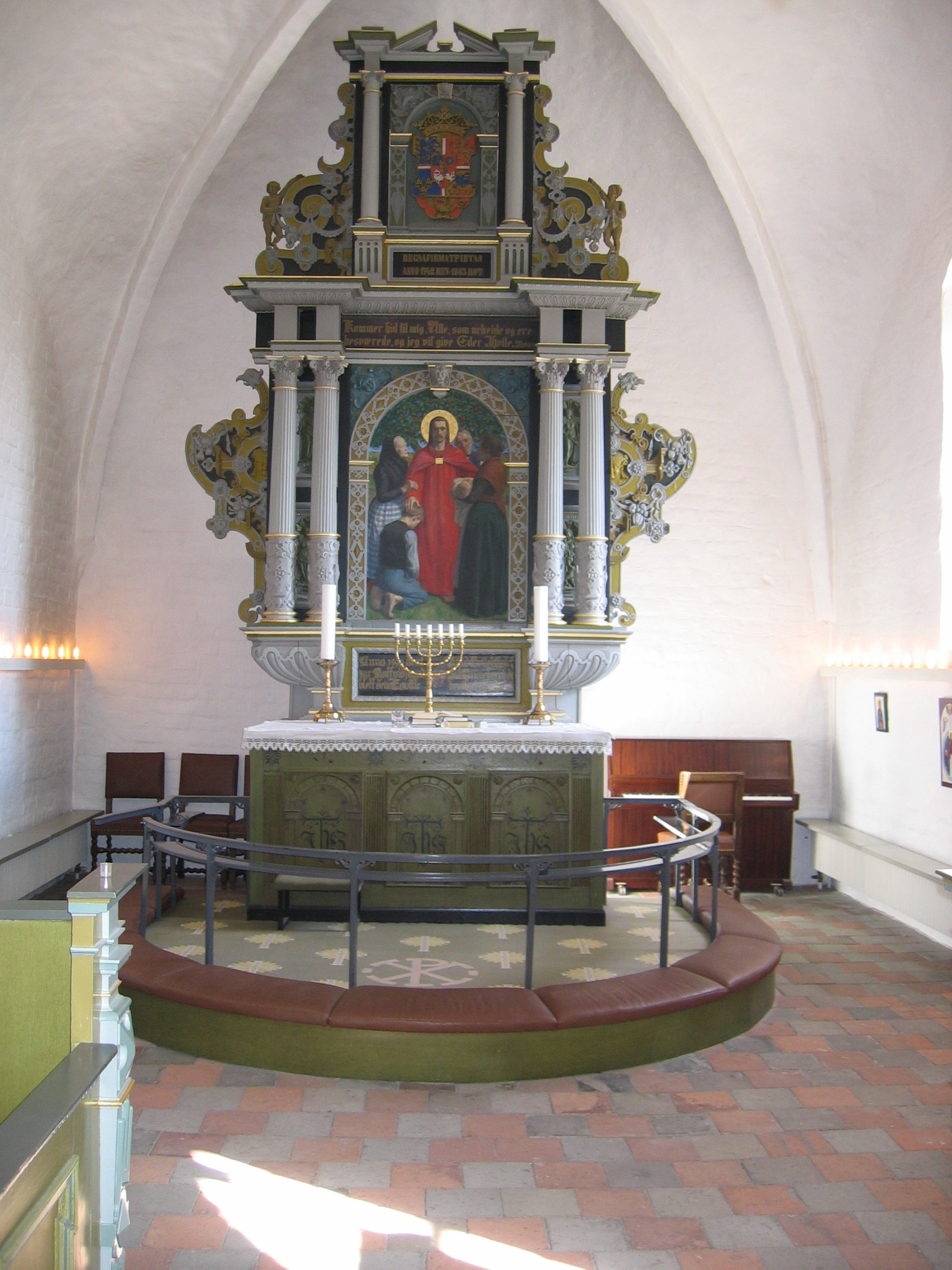
Altaret

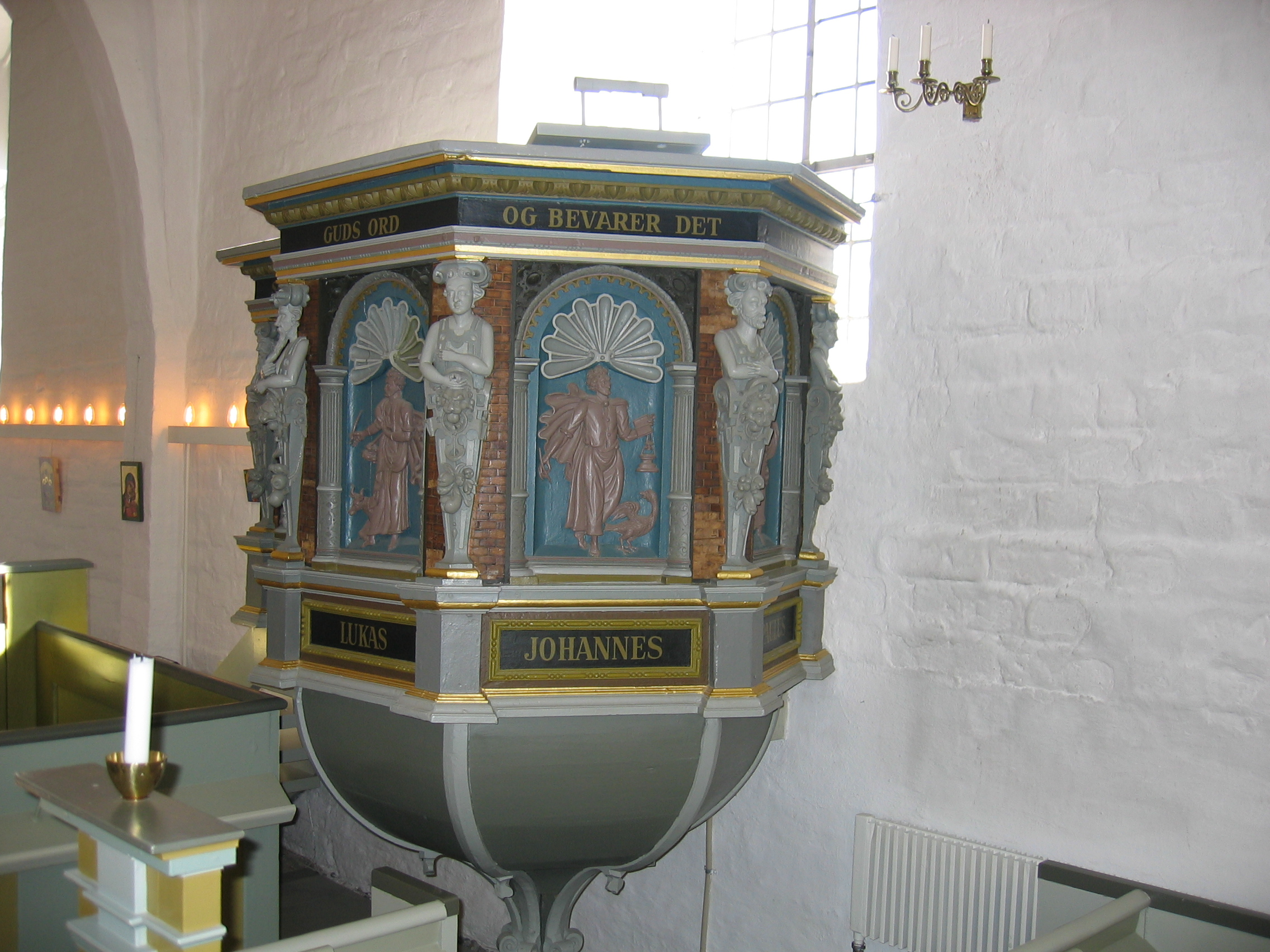
Predikstolen

Altartavlan och predikstolen är från år 1599. 
Den mittersta delen av altartavlan var tidigare en träskiva med text, men den ersattes år 1909 av en målning av T.E. Rannow. Träskivan med Fader vår och nattvardstexten är upphängd på korets norra vägg.
Vejby kyrka har haft flera orglar som efterhand har bytts ut. Den nuvarande byggdes av orgelbyggarna P.G.Andersen og Bruhn och invigdes den 5 april 1998.

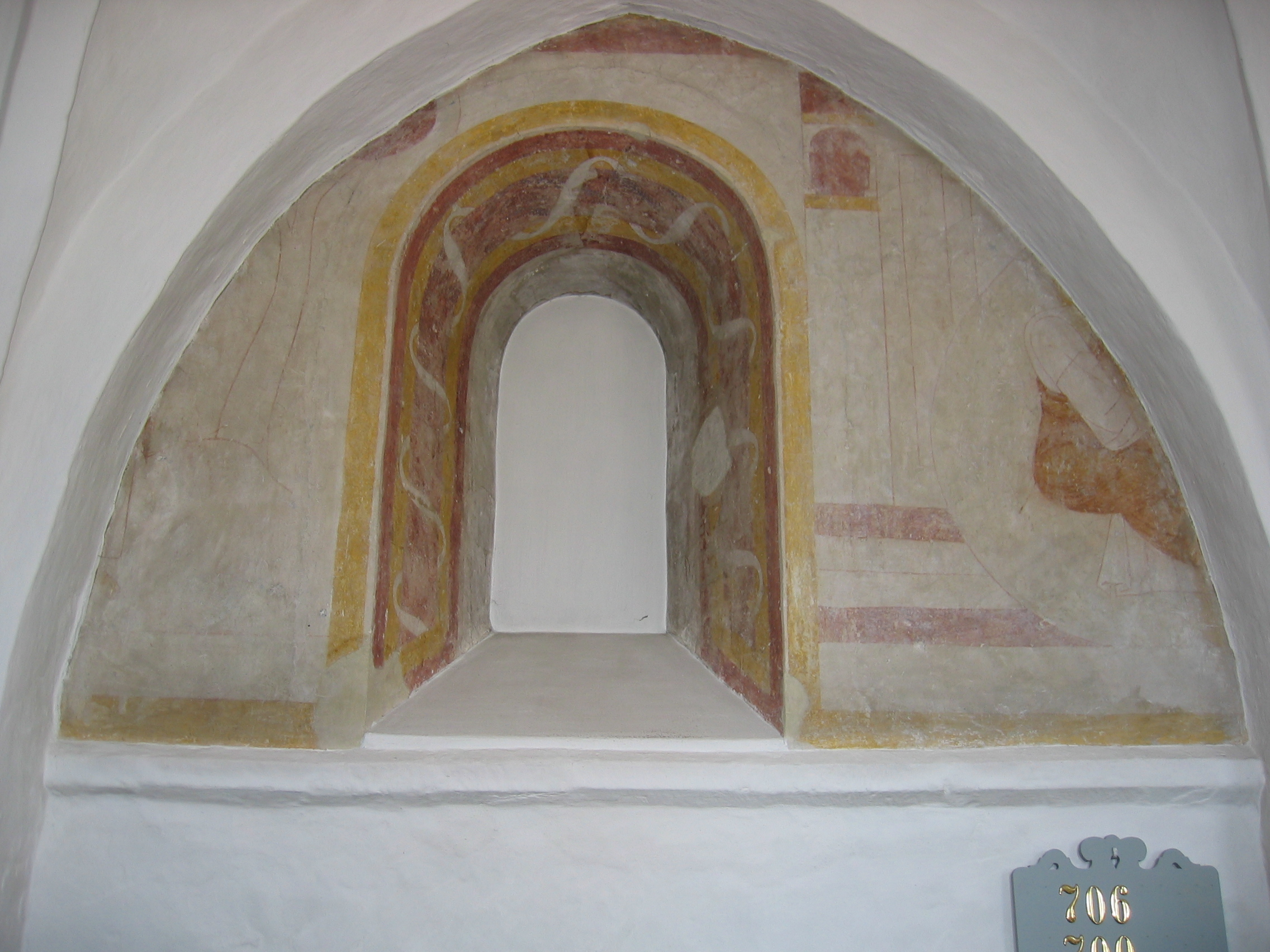
Kalkmålning

I en fönsternisch på norra väggen finns en kalkmålning från omkring år 1150. Stilen skiljer sig från andra kalkmålningar i trakten, men påminner om utsmyckningar i skånska medeltidskyrkor.